# Hilinamazihono
Hilinamazihono is een bestuurslaag in het regentschap Nias Selatan van de provincie Noord-Sumatra, Indonesië. Hilinamazihono telt 2050 inwoners (volkstelling 2010).